# Film (romanzo)
Film è un romanzo di Tiziano Sclavi pubblicato nel 1974 da Il Formichiere Editore. Venne scritto nel 1972 ed è il primo romanzo pubblicato dall'autore.